# Olasz labdarúgó-szuperkupa
Az Olasz Szuperkupa (olaszul: Supercoppa Italiana vagy Supercoppa di Lega) egy olasz labdarúgó-kupa, amelyet a szezon kezdete előtti héten rendeznek meg minden évben 1988 óta. A mérkőzést a bajnok illetve a kupagyőztes játssza. Általában - ha a rendezési jogot nem kapja meg külföldi stadion - a bajnok lesz a pályaválasztó.
Abban az esetben, ha a bajnok és a kupagyőztes is egy csapat, a kupa ezüstérmese vesz részt a találkozón.
A Juventus tartja a rekordot, kilenc alkalommal hódította el a serleget.

## Eddigi döntők
| Év             | Helyszín                                           | Döntő          | Döntő         | Döntő            |
| Év             | Helyszín                                           | Bajnok         | Eredmény      | Kupagyőztes      |
| -------------- | -------------------------------------------------- | -------------- | ------------- | ---------------- |
| 1988 részletek | San Siro Milánó                                    | Milan          | 3 – 1         | Sampdoria        |
| 1989 részletek | San Siro Milánó                                    | Internazionale | 2 – 0         | Sampdoria        |
| 1990 részletek | San Paolo Nápoly                                   | Napoli         | 5 – 1         | Juventus         |
| 1991 részletek | Luigi Ferraris Genova                              | Sampdoria      | 1 – 0         | Roma             |
| 1992 részletek | San Siro Milánó                                    | Milan          | 2 – 1         | Parma            |
| 1993 részletek | RFK Washington, USA                                | Milan          | 1 – 0         | Torino           |
| 1994 részletek | San Siro Milánó                                    | Milan          | 1 – 1 Te.:4–3 | Sampdoria        |
| 1995 részletek | delle Alpi Torino                                  | Juventus       | 1 – 0         | Parma 1          |
| 1996 részletek | San Siro Milánó                                    | Milan          | 1 – 2         | Fiorentina       |
| 1997 részletek | delle Alpi Torino                                  | Juventus       | 3 – 0         | Vicenza          |
| 1998 részletek | delle Alpi Torino                                  | Juventus       | 1 – 2         | Lazio            |
| 1999 részletek | San Siro Milánó                                    | Milan          | 1 – 2         | Parma            |
| 2000 részletek | Olimpico (Róma) Róma                               | Lazio          | 4 – 3         | Internazionale 1 |
| 2001 részletek | Olimpico (Róma) Róma                               | Roma           | 3 – 0         | Fiorentina       |
| 2002 részletek | Június 11. Tripoli, Líbia                          | Juventus       | 2 – 1         | Parma            |
| 2003 részletek | Giants East Rutherford, USA                        | Juventus       | 1 – 1 Te.:5–3 | Milan            |
| 2004 részletek | San Siro Milánó                                    | Milan          | 3 – 0         | Lazio            |
| 2005 részletek | delle Alpi Torino                                  | Juventus       | 0 – 1 Hu.     | Internazionale   |
| 2006 részletek | San Siro Milánó                                    | Internazionale | 4 – 3 Hu.     | Roma 1           |
| 2007 részletek | San Siro Milánó                                    | Internazionale | 0 – 1         | Roma             |
| 2008 részletek | San Siro Milánó                                    | Internazionale | 2 – 2 Te.:6–5 | Roma             |
| 2009 részletek | Pekingi Nemzeti Stadion Peking, Kína               | Internazionale | 1 – 2         | Lazio            |
| 2010 részletek | San Siro Milánó                                    | Internazionale | 3 – 1         | Roma 1           |
| 2011 részletek | Pekingi Nemzeti Stadion Peking, Kína               | Milan          | 2 – 1         | Internazionale   |
| 2012 részletek | Pekingi Nemzeti Stadion Peking, Kína               | Juventus       | 4 – 2 Hu.     | Napoli           |
| 2013 részletek | Olimpico (Róma) Róma                               | Juventus       | 4 – 0         | Roma             |
| 2014 részletek | Jassim Bin Hamad Stadion Doha, Katar               | Juventus       | 2 – 2 Te.:5–6 | Napoli           |
| 2015 részletek | Shanghai Stadium Shanghai, Kína                    | Juventus       | 2 – 0         | Lazio 1          |
| 2016 részletek | Jassim Bin Hamad Stadion Doha, Katar               | Juventus       | 1 – 1 Te.:3–4 | Milan 1          |
| 2017 részletek | Olimpiai Stadion Róma, Olaszország                 | Juventus       | 2 – 3         | SS Lazio 1       |
| 2018 részletek | Abdullah király-stadion Dzsidda, Szaúd-Arábia      | Juventus       | 1 – 0         | Milan 1          |
| 2019 részletek | Fahd király nemzetközi stadion Rijád, Szaúd-Arábia | Juventus       | 1 – 3         | SS Lazio         |
| 2020 részletek | Citta del Tricolor Reggio Emilia, Olaszország      | Juventus       | 2 – 0         | Napoli           |
| 2021 részletek | San Siro Milánó, Olaszország                       | Internazionale | 2 – 1 Hu.     | Juventus         |
| 2022 részletek | Fáhd Király Nemzetközi Stadion Rijád, Szaúd-Arábia | Milan          | 0 – 3         | Internazionale   |
| 2023 részletek | Al-Awwal Park Rijád, Szaúd-Arábia                  | SSC Napoli     | 0 - 1         | Internazionale   |
| 2024 részletek | Al-Awwal Park Rijád, Szaúd-Arábia                  | Internazionale | 2 – 3         | Milan            |

Megjegyzés:

### Győzelmek klubonként
| Klub           | Győzelmek | 2. helyezések | Győztes évek                                         | Döntős                                         |
| -------------- | --------- | ------------- | ---------------------------------------------------- | ---------------------------------------------- |
| Juventus       | 9         | 8             | 1995, 1997, 2002, 2003, 2012, 2013, 2015, 2018, 2020 | 1990, 1998, 2005, 2014, 2016, 2017, 2019, 2021 |
| Internazionale | 8         | 5             | 1989, 2005, 2006, 2008, 2010, 2021, 2022, 2023       | 2000, 2007, 2009, 2011, 2024                   |
| Milan          | 8         | 5             | 1988, 1992, 1993, 1994, 2004, 2011, 2016, 2024       | 1996, 1999, 2003, 2018, 2022                   |
| Lazio          | 5         | 3             | 1998, 2000, 2009, 2017, 2019                         | 2004, 2013, 2015                               |
| Roma           | 2         | 3             | 2001, 2007                                           | 1991, 2006, 2008, 2010                         |
| Napoli         | 2         | 2             | 1990, 2014                                           | 2012, 2020, 2023                               |
| Sampdoria      | 1         | 3             | 1991                                                 | 1988, 1989, 1994                               |
| Parma          | 1         | 3             | 1999                                                 | 1992, 1995, 2002                               |
| Fiorentina     | 1         | 1             | 1996                                                 | 2001                                           |
| Torino         | 0         | 1             | –                                                    | 1993                                           |
| Vicenza        | 0         | 1             | –                                                    | 1997                                           |

Vastagon kiemelve az aktuális győztes.

### Győzelmek kvalifikáció szerint
| Sorozat     | Győzelmek | Győztes évek |
| ----------- | --------- | --- |
| Bajnok      | 24        | 1988, 1989, 1990, 1991, 1992, 1993, 1994, 1995, 1997, 2000, 2001, 2002, 2003, 2004, 2006, 2008, 2010, 2011, 2012, 2013, 2015, 2018, 2020, 2021 |
| Kupagyőztes | 13        | 1996, 1998, 1999, 2005, 2007, 2009, 2014, 2016, 2017, 2019, 2022, 2023, 2024                                                                   |